# I bambini e l'ambiente secondo il metodo Montessori
l bambino e l'ambiente secondo il metodo Montessori è l'ultimo libro scritto da Grazia Honegger Fresco, pedagogista italiana, scomparsa il 19 settembre 2020.
Il libro è uscito pochi giorni dopo la sua morte con i tipi dell'editore Solferino, Milano.

## Introduzione

### A chi è rivolto?
L'autrice già nell'introduzione “vuole offrire ai bambini, ragazzi e agli adulti che ne curano la crescita quotidiana uno sguardo sul mondo naturale verso il quale essi sono esclusi o isolati”
In particolar modo l'autrice rivolge il suo sguardo soprattutto verso i bambini di città che “guardano intristiti questo mondo dalle finestre”.

### Cosa vuole sviluppare?
Secondo l'autrice la fantasia del bambino deve essere indirizzata verso la biosfera in quanto la vita “che aderisce su di essa ci ricorda la Montessori come la pelliccia sulla pelle di ogni mammifero.”

## Il bambino e l'ambiente.
Per Grazia Honegger Fresco l'ambiente è inteso come una stretta relazione tra viventi.
I bambini devono quindi fare esperienza dell'ambiente e nell'ambiente, attraverso esperienze che portino alla conoscenza e non solo al “godimento estetico di tanta armonia”.

### Biosfera, mondo vivente ed esseri umani.
L'autrice richiama il concetto di biosfera elaborato da Eduard Suess e poi ripreso da Vladimir Vernadsikij.
Vernadskij è stato inoltre il precursore del concetto di Gaia, Gea o pianeta vivente, formulato nel 79 da James Lovelock, con il quale si afferma che “la crosta terrestre con gli oceani, l'atmosfera, i venti e gli altri elementi fisici si mantengano in equilibrio tra loro grazie all'azione di organismi viventi, vegetali e animali”
Si richiama quindi al concetto sia di ethos, (costume, comportamento), sia il concetto di oikos (casa), in quanto la scrittrice pensa che i bambini debbano considerare l'ambiente con cui si relazionano come se fosse la loro casa.
La preoccupazione dell'autrice è far crescere nei bambini la sensibilità e il “rispetto” verso tutti gli esseri viventi e per i loro “habitat”

### Crescere come piccoli scienziati.
Dall'osservazione in tanti anni di attività come pedagogista verso il bambino l'autrice ha evidenziato come il “bambino a spiegarsi le cose in base a ciò che sa.” e “in ogni bambino c'è un potenziale innato che è la sua intelligenza insieme al desiderio di vita”.

### Educare alla scienza.
Citando Maria Montessori, nel libro si evidenzia come “l'attenzione alla sensibilità e sensorialità iniziali prepara l'intelligenza esplorativa tipica della seconda infanzia”
L'autrice inoltre ricorda l'esperienza di Vittorino Da Feltre alla corte dei Gonzaga a Mantova dove aveva saputo fondare la Ca Zoiosa una scuola dove predominava la gentilezza, l'empatia.
L'autrice afferma inoltre che “nella storia umana è l'avanzamento degli studi matematici che ha reso possibili scoperte compiute da qualcuno capace di osservare e di prevedere” enfatizzando quindi lo studio della matematica come indispensabile.
A questo proposito si accenna al testo https://www.protezionebambini.com/il-bambino-e-lambiente-secondo-il-metodo-montessori/ di Maria Montessori dove lo studio della matematica è reso divertente.
Con il metodo Montessori si va incontro alle esigenze di "scoprire il mondo con i bambini fin da quando sono piccoli procedendo adagio”.

### Scoprire il mondo attraverso esigenze diverse.
In accordo con lo psicologo americano Howard Gardner che formulato la teoria delle intelligenze multiple, nel libro si evidenzia la necessita di “evitare di richiedere prestazioni in campi lontanissimi dalla loro personalità”  avvertendo che ogni persona e quindi ogni bambino è unico ed è pericoloso se non inutile fare paragoni con altri bambini.

### Come tutelare l'ambiente in cui viviamo.
Come espresso da Maria Montessori nel volume “La scoperta del bambino”, anche Grazia Honegger Fresco afferma che “il compito dovrebbe essere quello di coltivare nei bambini il sentimento di amore nei confronti della terra,” attraverso una educazione ambientale anche in ambito scolastico.
Fin da piccolo il bambino deve essere educato al risparmio e alla riduzione dell'inquinamento della terra e negli oceani anche con semplici gesti quotidiani

## Esperimenti e laboratori.
Nell'introduzione la proposta di esperimenti e laboratori è pensata per “permettere al bambino di rispondere ai suoi molti perché sentendosi un vero e proprio scienziato e rafforzato il proprio rapporto con l'ambiente scolastico.
Nel libro vengono proposti vari esperimenti e laboratori che hanno come finalità l'apprendimento della fisica, la chimica, la geografia, la geologia, l'astronomia, l'ottica, la meteorologia, la botanica, la zoologia e il contatto con l'ambiente circostante in genere.
Gli esperimenti proposti hanno un'impostazione pratica ma ogni esperimento ha la sua ragione pedagogica.

### Esperimenti
- Giochiamo con la fisica e la chimica
- Esperimenti con il fuoco
- Il plastico delle Alpi
- L'habitat del pinguino
- L'uovo ballerino
- Un fossile...fai da te!
- Un vulcano domestico
- A proposito di stelle
- Un fiume in montagna
- Come fanno gli oggetti a muoversi?
- Affonda o galleggia
- Che cosa fare con una lente?
- Perché tutte le cose cadono a terra
- La gara del freddo
- Costruire un terrario
- Esperimento con le radici
- Una borsa personalizzata
- La tartaruga di carta pesta
- Impariamo a mimetizzarci
- Foglie...d'autore
- Il ciclo dell'acqua

### Laboratori
- La rosa dei venti
- Conoscere l'ora quando c'è il sole
- Costruire un planetario con un ombrello
- Il pluviometro
- Il caleidoscopio
- Il paracadute
- La stella cometa
- La pasta di sale